# Берс, Александр Александрович
Алекса́ндр Алекса́ндрович Берс (1844—1921) — мемуарист, музыкант, офицер Лейб-Гвардии Преображенского полка, участник Русско-турецкой войны 1877—1878 годов, полковник, автор нескольких книг на темы религии, нравственности, музыки.

## Биография
Учился в Первой Санкт-Петербургской гимназии, которую окончил в 1862 (25-й выпуск).
Служил в Л.-Гв. Преображенском полку. Начиная с 1869, уже будучи офицером полка, музицировал в любительском духовом оркестре вместе с будущим императором Александром III и играл на скрипке вместе с принцами Ольденбургскими: Александром, Георгием и Константином Петровичами. Позднее организовал оркестр скрипачей в Москве, выступавший в течение трёх лет. На его выступления регулярно приезжал Лев Николаевич Толстой вместе с супругой Софьей Андреевной Берс.
Участвовал в военном походе в Турцию, его перу принадлежат «Воспоминания офицера Лейб-гвардии Преображенского полка о походе в Турцию в 1877—1878 г.г.» Полковник (1882), награждён орденами Св. Анны 3-й степени с мечами, Св. Станислава 1-й степени с мечами.
С 1902 — в отставке. С 1902 жил в Санкт-Петербурге на улице Надеждинской, 18, а с 1917 — в Царском селе на улице Колпинской, 29.
Его женой была его кузина Елизавета Андреевна Берс (1843—1919), в первом браке — Павленкова.
Дочь — Елизавета Берс (1884—1947), по мужу — Мясоедова. В 1925 году благодаря тому, что её супруг Владимир Николаевич Мясоедов (1877—1963) с 1917 года жил во Франции, ей удалось выехать из Советской России вместе с младшей дочерью Ольгой, получив паспорт «на лечение». Похоронена на кладбище в Медоне под Парижем.
Внучки:
- Марина (1904—1938; расстреляна во Владимирской тюрьме как член семьи изменника Родины[источник не указан 44 дня]). Супруг — Смагин Василий Васильевич.
- Александра (1906—1916).
- Кира (1909—1919)
- Ольга (1914—2008), художник-прикладник. Супруг — Александр Александрович Икскуль фон Гильденбанд.

В 2010 году по завещанию Ольги Владимировны Мясоедовой (в замужестве — Икскуль фон Гиндельбанд) браслет, подаренный Львом Николаевичем Толстым племяннице своей жены Елизавете Берс (в семье её звали Веточка), был передан в музей Льва Толстого в Ясной Поляне.